# 森川美穂の青春放送局
森川美穂の青春放送局（もりかわみほのせいしゅんほうそうきょく）は、東海ラジオ放送で1985年から1990年まで放送されていたラジオ番組。

## 概要
森川美穂がシングル曲『教室』でデビューした3か月後の1985年10月12日に放送開始、1990年10月6日終了。『青春放送局という局が、東海ラジオの電波を借りて放送する』というコンセプトの番組で、オープニングも「お聴きの放送は、森川美穂の青春放送局です」のナレーションから始まっていた。リスナーが青春放送局という“放送局”を作っていくものとされ、はがきを読まれればみんな“局のスタッフ”と認定されていた。相談事、悩み事、近況報告などの普通のお便りを中心に番組を構成、コーナーは『隠れプロモーター』などがあったが全体的にコーナー数は少なかった。なお。そのコールサインは「M・I・H・O」だった。
また、森川の本音トークそのものもこの番組の魅力でもあった。相談事のはがきが多いゆえ、森川自身もエキサイトしてか『バカヤロー』『ザケンジャネー』といった過激な言葉が時々飛び出したのも特徴的だった。中には“そう言ってもらいたい”と、わざわざ森川を怒らせるような内容のはがきを書いて送るリスナーも居たという。また、エッチな内容のはがきにエロトークで返すといった放送も時々あったが、それだけではなく、環境問題など社会問題を提起するような内容のはがきに真剣に取り組むようなこともあった。そのため、日を追うごとにはがきの量は増えていったが、30分しか放送時間がないため読みきれないはがきも増えることになり、終わりにエンディングテーマ曲に乗せながら一言メッセージを添えて20枚から30枚ほど読むようになった。なお、本番組のエンディングテーマ曲は、今田勝のアルバム『ミント・ブリーズ』（ポリドール）収録曲『Daytona Beachway』。
リスナーの結束力が強かった番組でもあり、当時のヤマハ音楽振興会内のファンクラブとは別に番組公認のファンクラブ『森川組』（しんせんぐみ）が存在し、会員の寄せたはがきと森川のコメントが掲載された会報が毎月発行されていた。因みにリスナー層は学生中心ながらも小学生から40歳前後辺りまでと幅広く、男女比はほぼ半々だったという。1987年の時点で一週間に届くはがきの数は300 - 400枚ほどだった。
この番組での珍発言を含むトークによって“ラジオパーソナリティ・森川美穂”としても評判になり、各方面のラジオ局・ラジオ番組制作会社から次々に誘われて、森川は一時ラジオレギュラーだけで10本ほどを抱えることになった。またラジオ専門誌『ラジオパラダイス』のパーソナリティ人気投票でも最高4位を記録している。
リスナーからの要望もあって、この番組の終了後から5年経った1995年7月から1997年6月まで、同じ東海ラジオで『あっ!森川だ』が木曜深夜24:30で放送されていた。2012年7月15日の23：00～23：30まで一回限りの復活放送があった。

## 放送時間の変遷
- 毎週土曜日　20:00 - 20:30（1985年10月12日 - 1986年3月29日）
- 毎週土曜日　22:30 - 23:00（1986年4月5日 - 1989年3月、1989年10月 - 1990年10月6日）
- 毎週日曜日　23:30 - 24:00（1989年4月 - 1989年9月）

## 主な企画・イベント
- 隠れプロモーター
森川自身をもっと売り込むべき放送をするにはどうしたらいいか、という案をリスナーに考えてもらい、問題提起、議論などを行っていたコーナー。このコーナーではがきが読まれると、プロモーター認定証と「7つ道具」がもらえるというシステムだった[4]。
- 一言メッセージ
番組最後のコーナー。エンディングテーマ曲に乗せながら、読みきれなかったはがきを一言メッセージを添えて読み続けていた[4][7]。
- ほしけりゃやるよ 持ってけバレンタインチョコプレゼント（1987年2月）
- おんなにしてよ!公開録音&おんなになあれコンサート（1987年5月2日、名古屋市民会館中ホール）[10]
- 青春放送局・リスナーの集い（1989年7月15日・名古屋市民会館大ホール）[11]
- クリスマスパーティー（1989年12月23日・東海ラジオ本社第1スタジオ　限定80名の招待）[12]
後にこの模様はVHSビデオになり、リスナーにプレゼントされた。
- CMコンテスト（1989年末～1990年初頭）[13]
当時のスポンサー・東芝が主催したコンテスト。
- 年賀状コンテスト（1990年1月）[13]
- 名古屋市中小企業振興会館（吹上ホール）公開録音（1990年5月26日）[14]

## スポンサー
当初、森川の所属レコード会社はバップだったため、バップがスポンサーだったが、その後富士通乾電池となり、所属レコード会社が変わる時期にあった1988年10月頃から1989年9月は文渓学園とバンビに変わり、東芝EMIに移籍が決まった1989年10月からは東芝に変更となった。東芝がスポンサーになってからは、「ウォーキー」など同社の電化製品がこの番組の賞品になるなど豪華になった。

## 番組出来事
番組の放送時間変更があった時や森川本人の節目の時期などには、その度に番組終了を思わせる発言をするなどリスナーを心配させることがあった。1988年3月、森川が高校を卒業する時には『高校卒業とともにこの番組からも卒業します』と発言。1989年9月に放送が日曜日から土曜日に移る時には『日曜日の青春放送局が今週で終わります』と番組の頭で発言したが、同じ日のエンディングで『来週から土曜日の青春放送局が始まります』と発表し、次の週には抗議のはがきが一杯になったという。

## ノベルティグッズ
- 青春放送局特製バッグ[17]
- 青春放送局フラッグ（ライトブルーのものと黄色のものがあった）[17]
- 青春放送局特製ジョギングパンツ[7]
- プロモーター認定証[7][17]
- 森川組組員証[17]

など